# Kołtryna
Kołtryna (wł. coltre, coltrina) – obicie ścienne lub zasłona z tkaniny lub papieru, ozdoba pochodzenia włoskiego spotykana w polskich dworach szlacheckich w XVI-XVIII wieku.
Do produkcji kołtryn stosowano tkaniny jedwabne, bawełniane i lniane lub papier.
Było to najczęściej płótno malowane klejowo lub olejnie, rzadziej drukowane za pomocą klocków drzeworytniczych. Służyło za obicie ścienne lub zasłonę. Kołtryny ozdabiano ornamentami kwietnymi i pejzażami, niekiedy również portretami postaci. Sprowadzono je pierwotnie z Włoch, później przeważnie z Gdańska, Wrocławia i Norymbergi. W XVI i XVII w. najbardziej ceniono drogie płótna neapolitańskie i bergamskie.
Kołtryny były kupowane już gotowe, w formacie dostosowanym do wysokości i wystroju izby. Ich opisy odnaleźć można w inwentarzach niektórych dworów wielkopolskich. Przykładowo w Rąbinie były obicia "w desenie mory i kwiaty fioletowe", a także "na płótnie ad instar chińszczyzny w różne osoby malowane".

## Popularność i alternatywy
W zamożnych dworach kołtryny zastępowano niekiedy malowidłami ściennymi, które jednak nie były rozpowszechnione ze względu na konieczność zatrudnienia wprawnego malarza. Wśród biedniejszej szlachty w roli obić i zasłon stosowano płachty jednobarwnej materii, lub dwukolorowe szpalery i strefy.
Kołtryny nigdy nie cieszyły się dużą popularnością. Wynikało to przede wszystkim z faktu, że stanowiły one ozdobę stałą – dostosowaną do konkretnego pomieszczenia i trudną do przeniesienia w razie zmiany miejsca zamieszkania. Prawdopodobnie również ich walory estetyczne nie były cenione przez ogół szlachty. Dużo powszechniejsze były kobierce i makaty, zarówno sprowadzane te ze wschodu jak i produkowane w Polsce.
Współczesnym odpowiednikiem kołtryn są tapety ścienne. Przez długi czas używano słowa "kołtryna" jako określenia tapet.